# Dziewczęta w mundurkach (film 1931)
Dziewczęta w mundurkach (niem. Mädchen in Uniform) – niemiecki melodramat z 1931 roku w reżyserii Leontine Sagan. Opowiadał o zagubionych, osamotnionych dziewczętach będących mieszkankami internatu. Jest wyrazem sprzeciwu przeciwko pruskiemu rygorystycznemu modelowi wychowania oraz pierwszym obrazem filmowym przedstawiającym otwarcie i w pozytywnym ujęciu erotyczną miłość między kobietami.
Film powstał na podstawie dramatu Christy Winsloe. Był on jednak zbyt drastyczny dla szefostwa berlińskiej wytwórni Universum Film AG, z którą współpracowała reżyserka. Ostatecznie powstał w wytwórni niezależnej i przyniósł Lentine Sagan światowy rozgłos. Nota bene sztuka Winsloe w tłumaczeniu Ireny Grywińskiej w 1932 r. grana była na scenie Teatru Kameralnego w Warszawie.

## Fabuła
Jest schyłek Republiki Weimarskiej. Nastoletnia Manuela von Meinhardis po śmierci swoich rodziców zostaje wysłana przez rodzinę do szkoły z internatem dla dziewcząt z dobrych domów. Manuela nie może zaaklimatyzować się w nowym środowisku pełnym rygorów – zamyka się w sobie i stroni od rówieśniczek. Jedyną osobą, u której Manuela znajduje zrozumienie i odrobinę ciepła jest nauczycielka, Elise von Bernburg. Uczennicę i nauczycielkę połączy emocjonalna więź – przyjaźń, która wkrótce przerodzi się w poważniejsze uczucie.

## Odbiór filmu i nagrody
Obraz filmowy przyniósł uznanie jego twórcom: w 1932 roku reżyserka otrzymała nagrodę publiczności na Międzynarodowym Festiwalu Filmowym w Wenecji w kategorii najlepsze wykonanie techniczne, a w 1934 nagrodę Kinema Junpo w Tokio w kategorii najlepszego filmu zagranicznego. Mimo to wzbudził kontrowersje w kraju ze względu na jawną krytykę pruskiego modelu wychowania oraz przedstawienie gorszącej wówczas miłości między kobietami. Szczególne wzburzenie wywołało dopuszczenie na ekran uczucia między nauczycielką i uczennicą. Film spotkał się z szykanami ze strony władz w Niemczech – znalazł się na indeksie zakazanych przez nazistów filmów i próbowano zniszczyć wszystkie jego kopie. Wiadomo, że oryginalny negatyw został zniszczony w czasie II wojny światowej, a znana dzisiaj wersja została odtworzona z zachowanych taśm lepszej jakości.
Przez pewien czas film był zakazany również w USA i dopiero po interwencji pierwszej damy, Eleanor Roosevelt zniesiono cenzurę filmu. W 1958 roku nakręcono remake filmu Leontine Sagan: Nowa wersja Dziewcząt w mundurkach powstała w koprodukcji RFN i Francji, a wyreżyserował ją Géza von Radványi z udziałem Romy Schneider i Lilli Palmer w rolach głównych.

## Obsada
- Hertha Thiele jako Manuela von Meinhardis[6].
- Dorothea Wieck jako panna Elise von Bernburg, wychowawczyni
- Emilia Unda jako panna von Nordeck zur Nidden, dyrektorka szkoły
- Erika Biebrach jako Lilli von Kattner
- Gertrud de Lalsky jako Exzellenz von Ehrenhardt, ciotka Manueli
- Else Ehser jako garderobiana Elise
- Erika Mann jako panna von Atems, wychowawczyni
- Barbara Pirk jako Mia von Wollin
- Ethel Reschke jako Oda von Oldersleben
- Hedwig Schlichter jako panna von Kesten, wychowawczyni
- Ellen Schwanneke jako Ilse von Westhagen
- Doris Thalmer jako Mariechen von Ecke
- Ilse Vigdor jako Anneliese von Beckendorf
- Annemarie von Rochhausen jako hrabianka Edelgard von Mengsberg
- Ilse Werner jako Marga von Rasso
- Charlotte Witthauer jako Ilse von Treischke
- Miriam Lehmann-Haupt jako szkolna pielęgniarka